# Кверфурт
Кверфурт (нім. Querfurt) — місто в Німеччині, розташоване в землі Саксонія-Ангальт. Входить до складу району Заалє.
Площа — 155,23 км2. Населення становить 10 321 ос. (станом на 31 грудня 2021).

## Персоналії
- Бруно Кверфуртський (974—1009) — святий-мученик, місійний єпископ, апостол Пруссії та Померанії, граф, капелан у Священній Римській імперії.